# Ambleteuse
Ambleteuse est une commune française située dans le département du Pas-de-Calais en région Hauts-de-France. Ses habitants sont appelés les Ambleteusois.
La commune fait partie de la communauté de communes de la Terre des Deux Caps.
Commune littorale bordée par la Manche, elle se situe au nord de Boulogne-sur-Mer, à proximité du Cap Gris-Nez, à l'embouchure de la Slack. Elle appartient au site naturel protégé du grand site des Deux Caps et au parc naturel régional des Caps et Marais d'Opale.
Cette petite station touristique, d'où l'on aperçoit par temps clair les côtes britanniques, possède une importante richesse écologique. Historiquement, elle a été un lieu stratégique pour Jules César, Henri VIII, Vauban et Napoléon, qui y ont fait construire des places fortes ou des ports au cours des conflits entre la France et l'Angleterre. Le fort d'Ambleteuse (parfois appelé « fort Vauban » ou improprement « fort Mahon ») a été construit sous Louis XIV en 1680 et est classé monument historique depuis 1965.

## Géographie

### Localisation
La commune se situe sur la Côte d'Opale, au bord de la Manche, à 9 km au nord de Boulogne-sur-Mer. Elle est également située à proximité des caps Gris-Nez et Blanc-Nez (situés à respectivement 5 et 14 km) et des côtes anglaises (situées à environ 40 km à vol d'oiseau).
Le territoire communal appartient au Boulonnais, au site naturel protégé du grand site des Deux Caps et au parc naturel régional des Caps et Marais d'Opale.
Le territoire de la commune est limitrophe de ceux de cinq communes.
Les communes limitrophes sont Audresselles, Marquise, Wimereux, Wimille et Bazinghen.

### Géologie et relief
La superficie de la commune est de 545 hectares ; l'altitude varie entre 0 et 77 mètres.
Le territoire est en limite du littoral (formations dunaires) et de la boutonnière du Boulonnais.

### Hydrographie

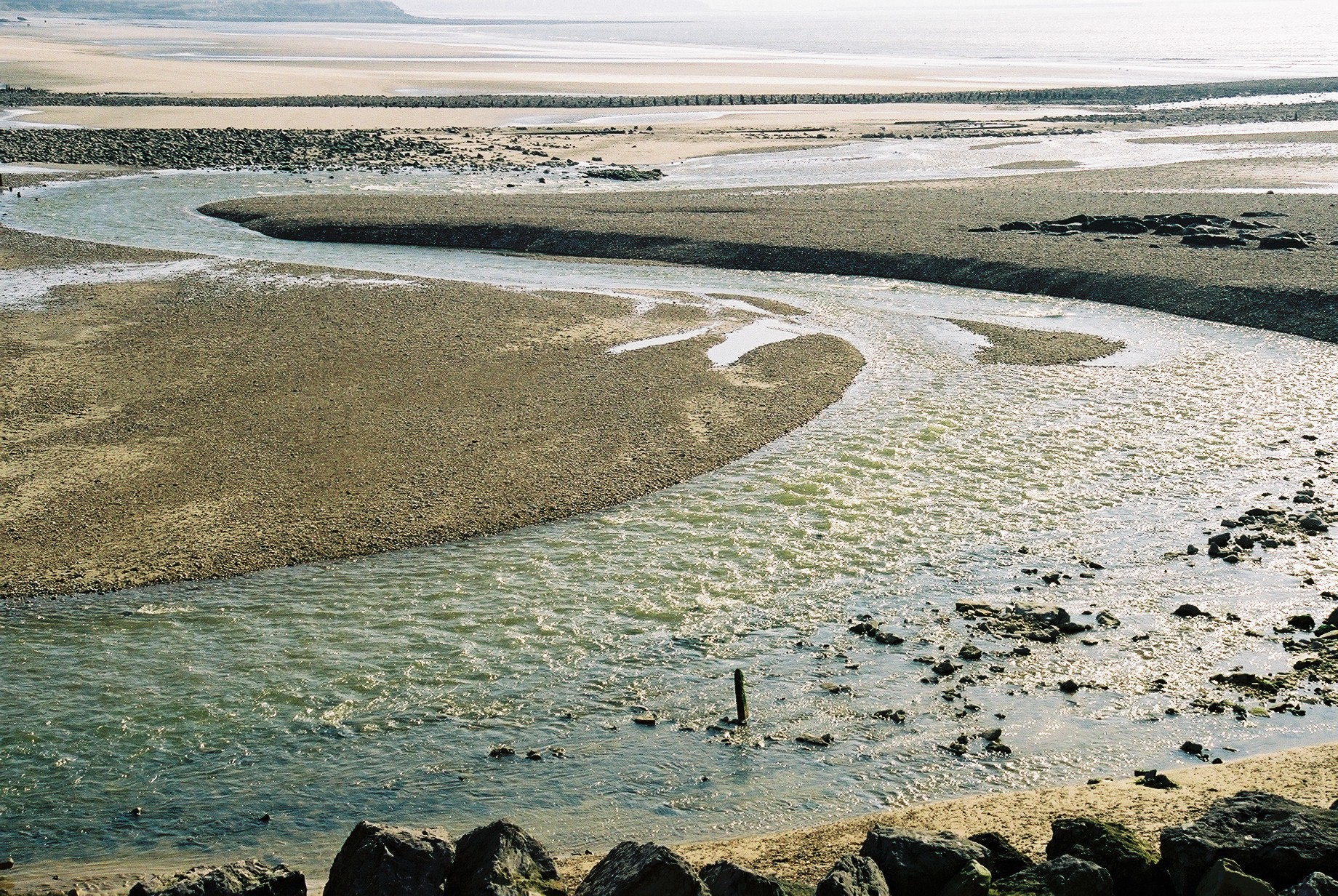
L'embouchure de la Slack.

Le territoire de la commune est situé dans le bassin Artois-Picardie.
Le territoire communal est drainé par quatre cours d'eau : le petit fleuve côtier la Slack d'une longueur de  21,78 km qui prend sa source dans la commune d'Hermelinghen et se jette dans la Manche au niveau de la commune, la Fausse rivière, d'une longueur de 4,32 km, qui prend sa source dans la commune de Marquise et se jette dans la Slack au niveau de la commune de Wimille, le ruisseau baron, le ruisseau de Selles et la Ferme de Selles,

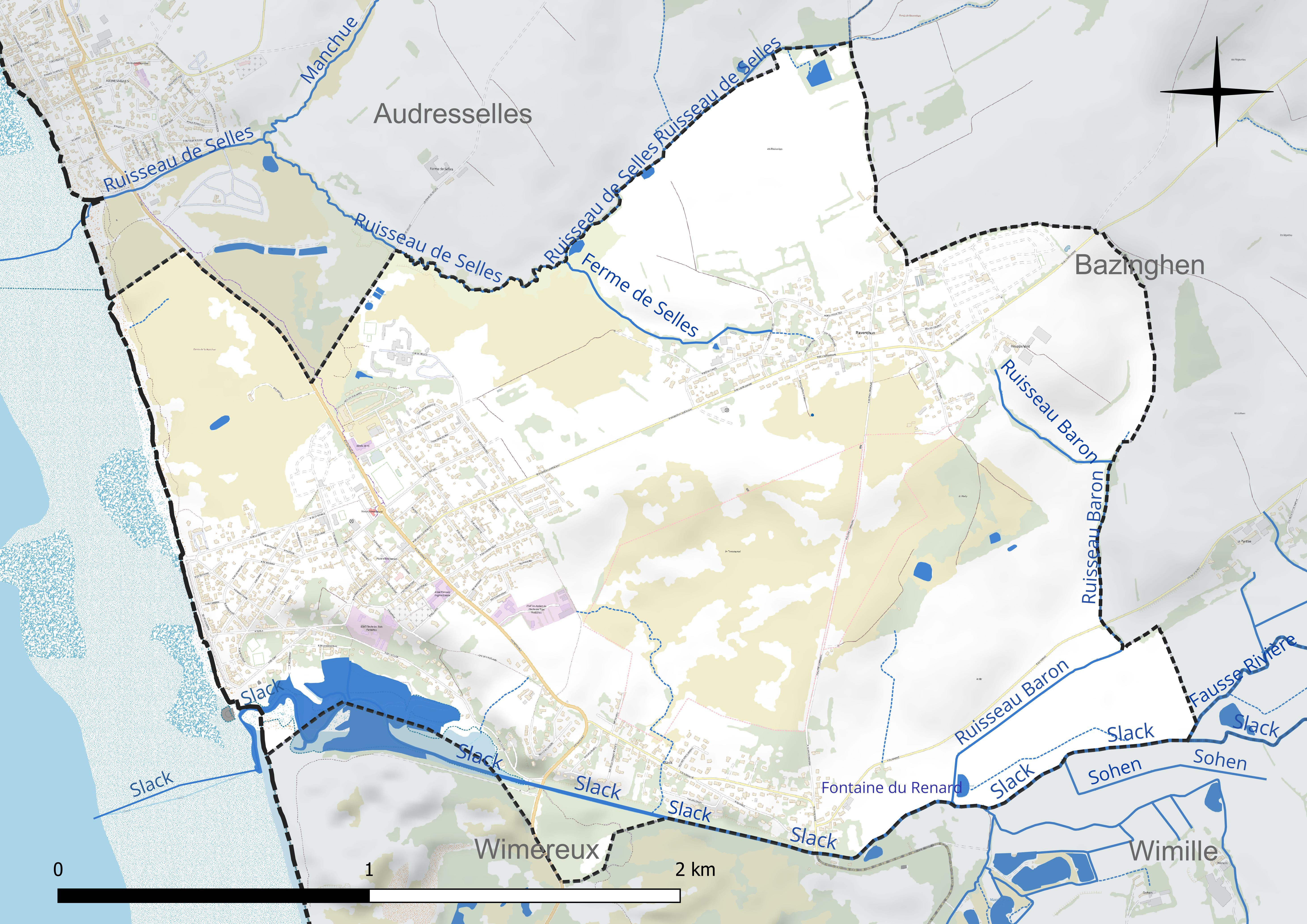
Réseau hydrographique d'Ambleteuse.

### Climat
Pour des articles plus généraux, voir Climat des Hauts-de-France et Climat du Pas-de-Calais.
En 2010, le climat de la commune est de type climat océanique franc, selon une étude du CNRS s'appuyant sur une série de données couvrant la période 1971-2000. En 2020, Météo-France publie une typologie des climats de la France métropolitaine dans laquelle la commune est exposée à un climat océanique et est dans la région climatique Côtes de la Manche orientale, caractérisée par un faible ensoleillement (1 550 h/an) ; forte humidité de l’air (plus de 20 h/jour avec humidité relative > 80 % en hiver), vents forts fréquents.
Pour la période 1971-2000, la température annuelle moyenne est de 10,6 °C, avec une amplitude thermique annuelle de 12,6 °C. Le cumul annuel moyen de précipitations est de 774 mm, avec 12,5 jours de précipitations en janvier et 8,1 jours en juillet. Pour la période 1991-2020, la température moyenne annuelle observée sur la station météorologique la plus proche, située sur la commune de Boulogne-sur-Mer à 9 km à vol d'oiseau, est de 11,2 °C et le cumul annuel moyen de précipitations est de 824,5 mm,. Pour l'avenir, les paramètres climatiques de la commune estimés pour 2050 selon différents scénarios d'émission de gaz à effet de serre sont consultables sur un site dédié publié par Météo-France en novembre 2022.

### Paysages
Pour un article plus général, voir Paysage en France.

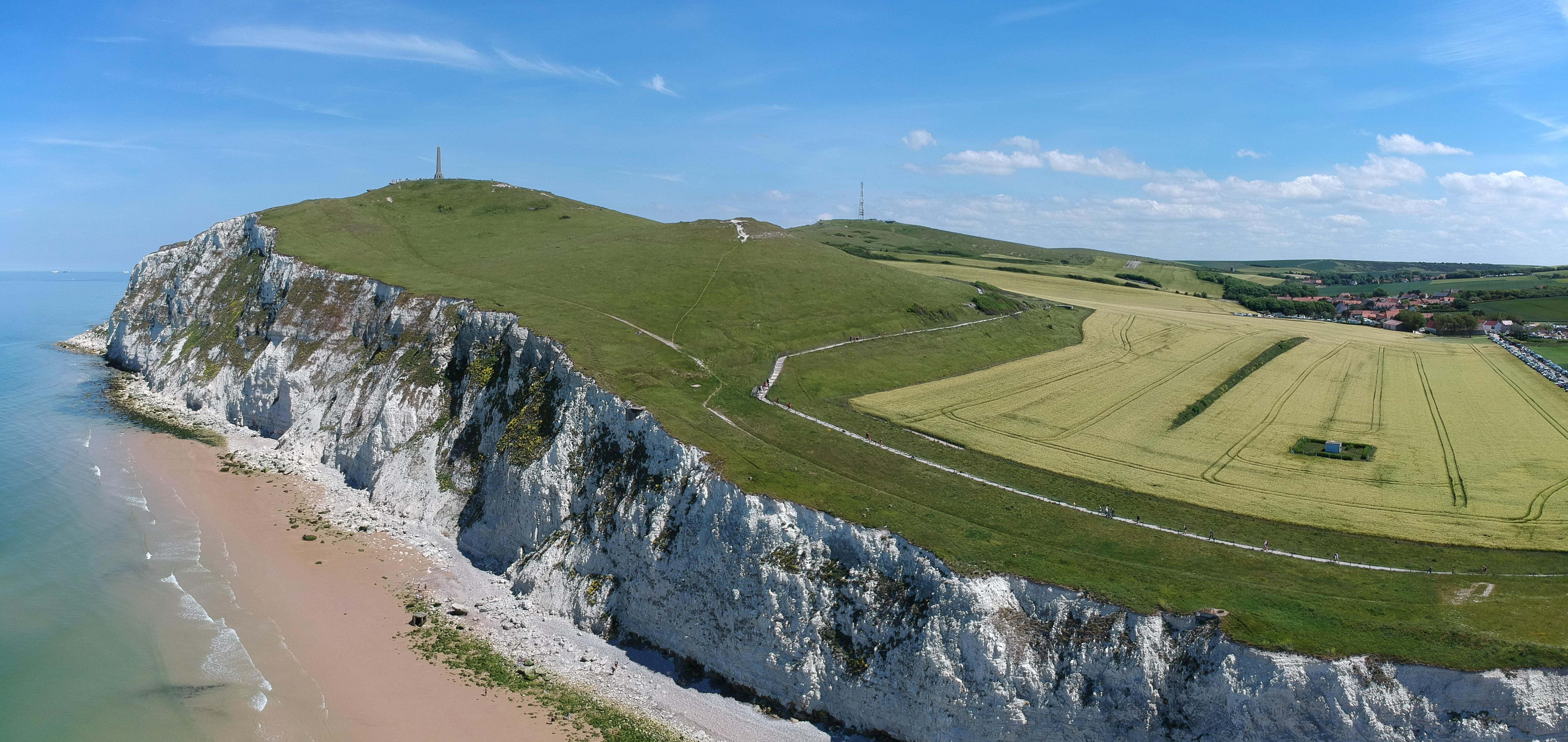
Une vue de ces « paysages des falaises d'Opale » et le cap Blanc-Nez.

La commune s'inscrit dans les « paysages des falaises d'Opale » tels qu'ils sont définis dans l'atlas de paysages de la région Nord-Pas-de-Calais, conçu par la direction régionale de l'Environnement, de l'Aménagement et du Logement (DREAL),.
Ces « paysages des falaises d'Opale », qui concernent 30 communes, s'étendent le long de la côte, d'Équihen-Plage à Sangatte, sur une bande d’environ 50 kilomètres de long et d’un maximum de 5 kilomètres de large, l'autoroute A 16 étant la frontière à l'est. Ils sont constitués, d’une part, par les falaises d’Opale où se trouve le grand site des Deux Caps qui, avec le cap Blanc-Nez, culmine à 150 mètres, ces falaises offrent un belvédère sur le pas de Calais  avec la possibilité de voir les côtes d'Angleterre, et d'autre part, vers l'intérieur des terres, avec les paysages littoraux qui jouxtent ceux des « coteaux calaisiens et du pays de Licques », d'un paysage alternant collines, vallons et bocages.
L'occupation des sols se répartit en 43 % de cultures pour les paysages arrière-littoraux, 20 % de sols artificialisés, 20 % de prairies et forêts et 10 % de plage.
Les crans, constituent une des particularités de ces côtes à falaises. Les crans sont des vallées suspendues qui se sont retrouvées le « nez en l’air », soit du fait de l'affaissement du pas de Calais, soit par la baisse du niveau de la mer, comme le cran d'Escalles, le cran Mademoiselle, le cran Poulet, le cran Barbier, le cran des Sillers, le cran de Quette et le cran aux Œufs, situés, eux, sur la commune d’Audinghen.
Ces paysages sont traversés par trois fleuves côtiers, la Liane, le Wimereux et la Slack, et par le sentier de grande randonnée GR 120 ou GR littoral, appelé aussi sentier des douaniers, qui chemine le long de ces paysages.

### Milieux naturels et biodiversité

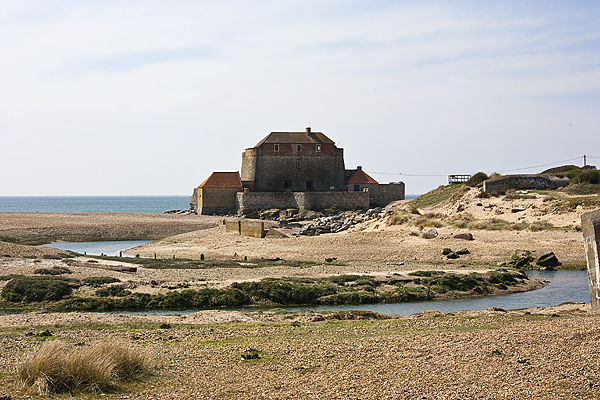
Le fort Mahon et les derniers méandres de la Slack.

Le contexte climatique et certaines particularités géologiques et d'histoire de l'environnement font du communal d'Ambleteuse l'un des sites les plus riches en biodiversité végétale dans tout le Nord de la France.
Ceci en fait aussi un élément important du réseau écologique régional dit Trame verte et bleue, lui-même élément de la trame verte et bleue nationale, priorité du Grenelle de l'environnement, et sous-ensemble du réseau écologique paneuropéen.
La Slack et ses méandres constituent un corridor biologique reliant mer et terre, qui peut notamment avoir une grande importance pour l'anguille européenne, autrefois abondante et aujourd'hui menacée (liste rouge des espèces menacées, protégée depuis peu par une directive de l'Union européenne).
La commune abrite aussi en lisière de dunes un laboratoire depuis longtemps utilisé par l'Université catholique de Lille (Laboratoire de zoologie) et elle bénéficie aussi de la proximité et des compétences du laboratoire de biologie marine de Wimereux et de l'Ifremer basé à Boulogne.

#### Espaces protégés
La protection réglementaire est le mode d’intervention le plus fort pour préserver des espaces naturels remarquables et leur biodiversité associée.
Dans ce cadre, la commune fait partie de six espaces protégés :
- le parc naturel régional des Caps et Marais d'Opale, d’une superficie de 132 499 hectares réparties sur 154 communes, géré par le syndicat mixte d'aménagement et de gestion du parc naturel régional des Caps et Marais d'Opale[17] ;
- la baie de la Slack, terrain acquis par le Conservatoire du littoral, d’une superficie de 211 hectares[18] ;
- Les dunes de la Manchue, terrain acquis par le Conservatoire du littoral, d’une superficie de 0,13 hectare[19] ;
- Le petit pré de la slack, terrain acquis (ou assimilé) par le Conservatoire d'espaces naturels des Hauts-de-France, d’une superficie de 1,583 hectare[20] ;
- Le pré communal d'Ambleteuse, protégé par un arrêté préfectoral de protection de biotope, d’une superficie de 114 hectares[21] ;
- Le pré communal d'Ambleteuse, réserve naturelle régionale, d’une superficie de 60,545 hectares[22].

#### Zones naturelles d'intérêt écologique, faunistique et floristique
L’inventaire des zones naturelles d'intérêt écologique, faunistique et floristique (ZNIEFF) a pour objectif de réaliser une couverture des zones les plus intéressantes sur le plan écologique, essentiellement dans la perspective d’améliorer la connaissance du patrimoine naturel national et de fournir aux différents décideurs un outil d’aide à la prise en compte de l’environnement dans l’aménagement du territoire.
Le territoire communal comprend six ZNIEFF de type 1 : 
- la basse vallée de la Slack. Cette large vallée est composée d’un remarquable complexe de prairies alluviales pâturées ou fauchées, plus ou moins longuement inondables et ponctuées de mares et d’étangs de chasse[23] ;
- le bois et friches calcaires entre Audresselles, Bazinghen et Wissant, d’une superficie de 726 hectares et d'une altitude variant de 15  à   118 mètres. Site constitué d’habitats non exploités (ourlets, végétations marnicoles plus ou moins hygrophiles, friches calcicoles…) ainsi que de boqueteaux de feuillus, battus par les vents venant de la mer[24] ;
- le pré communal d’Ambleteuse et pré Marly, d’une superficie de 151 hectares et d'une altitude variant de 11  à   56 mètres. Ce site constitue l’unique exemple français de dunes flandriennes plaquées sur un ancien socle jurassique, dont les sables acidifiés sont âgés de près de 5 000 ans[25] ;
- les dunes de la Slack, la pointe aux Oies, la pointe de la Rochette et l’estuaire du Wimereux, d’une superficie de 474 hectares et d'une altitude variant de 3  à   38 mètres. Ce site présente un intérêt écologique et biologique de niveau européen, il est composé de dunes calcarifères récentes et de dunes plus anciennes ayant comblé une partie de l’estuaire et de la basse vallée de la Slack[26] ;
- l'estuaire de la Slack, d’une superficie de 211 hectares et d'une altitude variant de 0  à   45 mètres. C’est un petit massif dunaire fossile plaqué sur une ancienne falaise du jurassique[27] ;
- la garenne d’Ambleteuse, d’une superficie de 884 hectares et d'une altitude variant de 3  à   60 mètres. Site composé de prairies alluviales pâturées ou fauchées, plus ou moins inondables et ponctuées de mares et d’étangs de chasse[28].

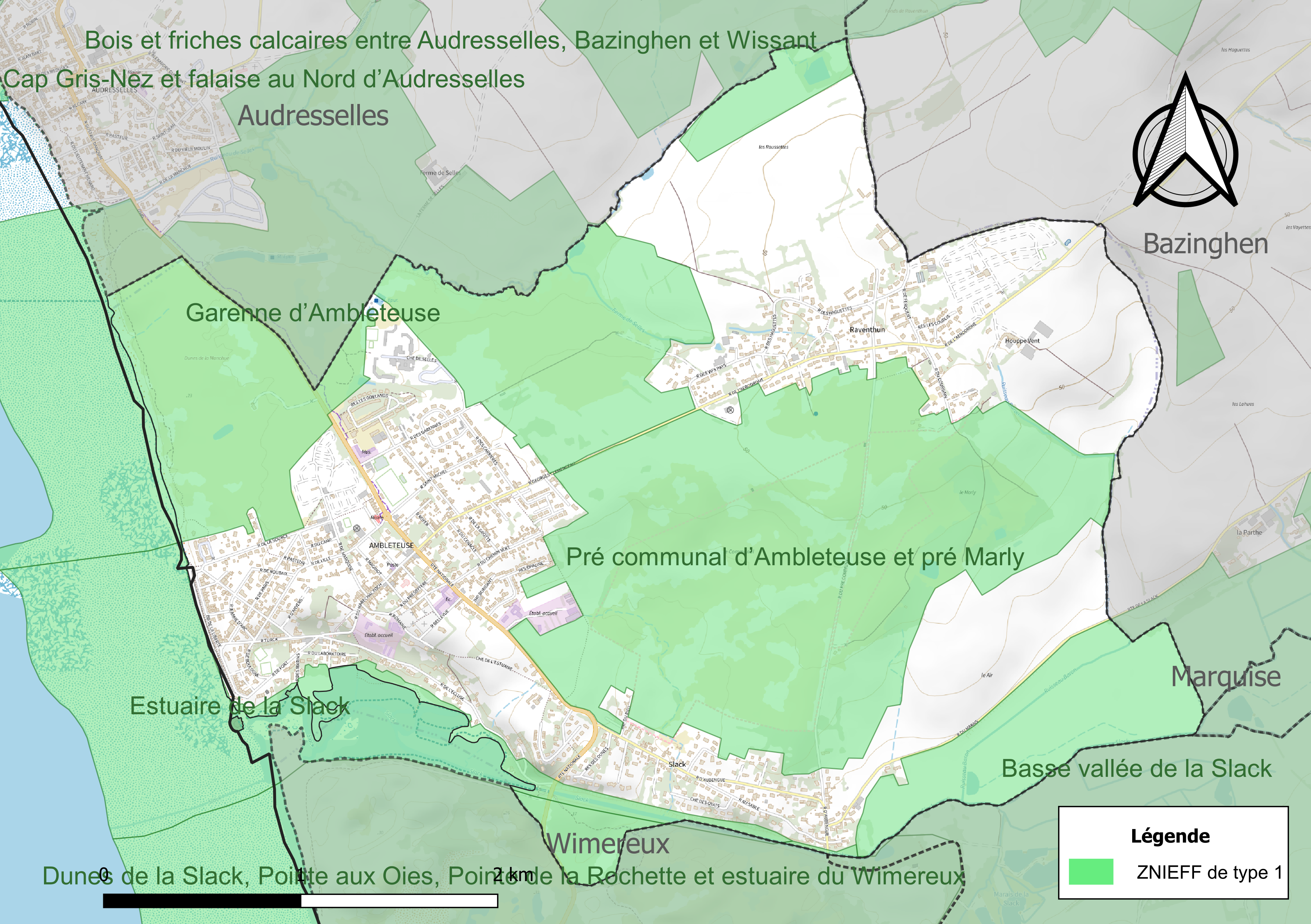
Carte des ZNIEFF sur la commune.

#### Site Natura 2000
Le réseau Natura 2000 est un réseau écologique européen de sites naturels d’intérêt écologique élaboré à partir des directives « habitats » et « oiseaux ». Ce réseau est constitué de zones spéciales de conservation (ZSC) et de zones de protection spéciale (ZPS). Dans les zones de ce réseau, les États membres s'engagent à maintenir dans un état de conservation favorable les types d'habitats et d'espèces concernés, par le biais de mesures réglementaires, administratives ou contractuelles.
Sur la commune, un site Natura 2000 de type B est défini en site d'importance communautaire (SIC) : les falaises et dunes de Wimereux, estuaire de la Slack, garennes et communaux d'Ambleteuse-Audresselles, d’une superficie de 411 hectares et d'une altitude variant de 0  à   49 mètres.

## Urbanisme

### Typologie
Au 1er janvier 2024, Ambleteuse est catégorisée bourg rural, selon la nouvelle grille communale de densité à sept niveaux définie par l'Insee en 2022.
Elle est située hors unité urbaine. Par ailleurs la commune fait partie de l'aire d'attraction de Boulogne-sur-Mer, dont elle est une commune de la couronne,. Cette aire, qui regroupe 80 communes, est catégorisée dans les aires de 50 000 à moins de 200 000 habitants,.
La commune, bordée par la Manche, est également une commune littorale au sens de la loi du 3 janvier 1986, dite loi littoral. Des dispositions spécifiques d’urbanisme s’y appliquent dès lors afin de préserver les espaces naturels, les sites, les paysages et l’équilibre écologique du littoral, tel le principe d'inconstructibilité, en dehors des espaces urbanisés, sur la bande littorale des 100 mètres, ou plus si le plan local d’urbanisme le prévoit.

### Occupation des sols
L'occupation des sols de la commune, telle qu'elle ressort de la base de données européenne d’occupation biophysique des sols Corine Land Cover (CLC), est marquée par l'importance des territoires agricoles (39,1 % en 2018), en diminution par rapport à 1990 (40,8 %). La répartition détaillée en 2018 est la suivante : 
milieux à végétation arbustive et/ou herbacée (27,1 %), prairies (27 %), zones urbanisées (25,5 %), terres arables (12,1 %), espaces ouverts, sans ou avec peu de végétation (6,1 %), zones humides côtières (1,7 %), zones humides intérieures (0,5 %). L'évolution de l’occupation des sols de la commune et de ses infrastructures peut être observée sur les différentes représentations cartographiques du territoire : la carte de Cassini (XVIIIe siècle), la carte d'état-major (1820-1866) et les cartes ou photos aériennes de l'IGN pour la période actuelle (1950 à aujourd'hui).

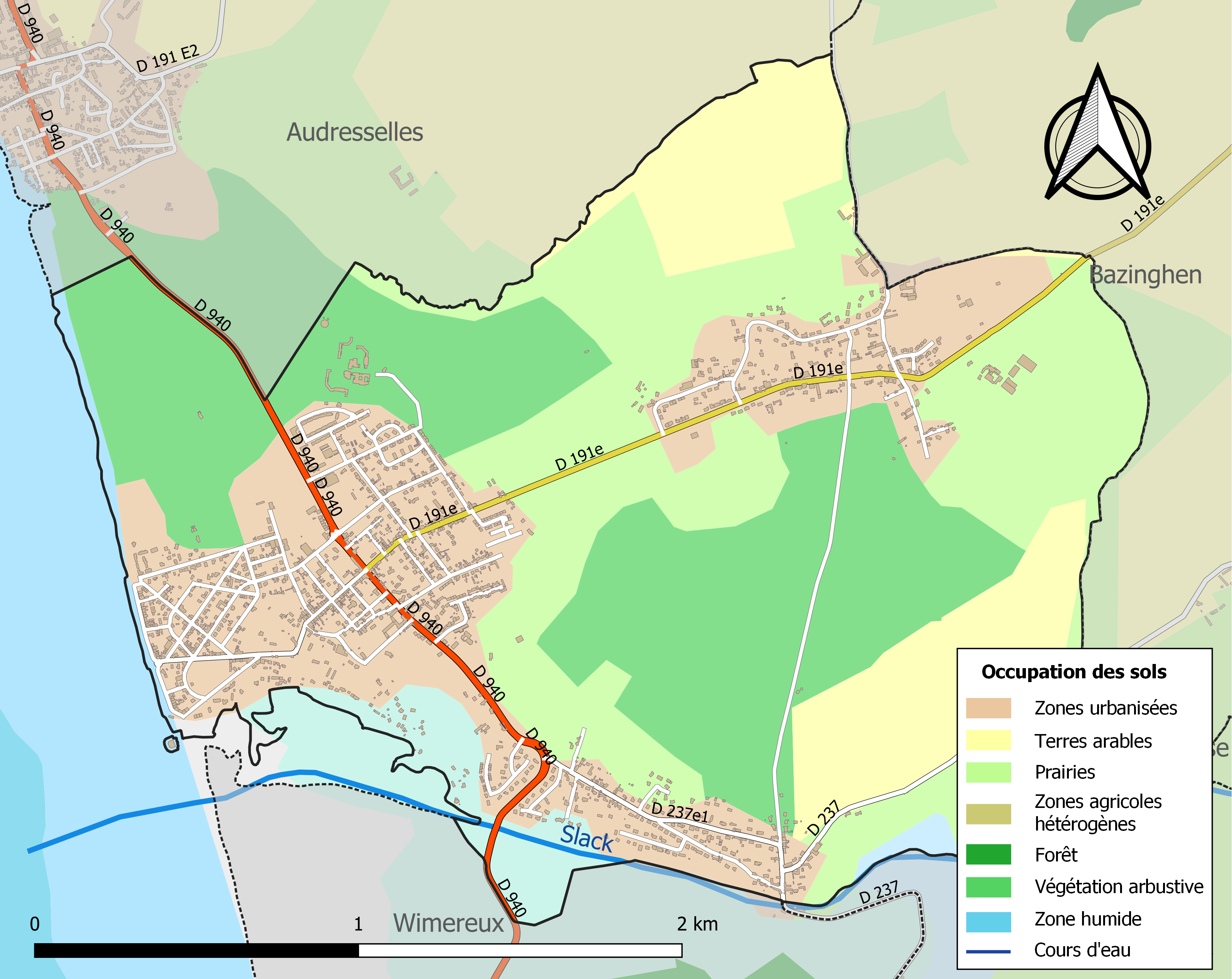
Carte des infrastructures et de l'occupation des sols de la commune en 2018 (CLC).

### Morphologie urbaine
Historiquement, la commune est composée du bourg de pêcheurs, en haut, sur un promontoire surplombant l'estuaire, et du lotissement de villas dessiné dans les années 1880, en bas.

### Logements
En 2021, le nombre total de logements dans la commune était de 1 466, alors qu'il était de 1 340 en 2015 et de 1 278 en 2010, soit une progression du nombre total de logements de 14,7 % depuis 2010.
Parmi ces 1 466 logements, 57,6 % étaient des résidences principales, (soit 845 logements), 40,7 % des résidences secondaires et 1,6 % des logements vacants. Ces logements étaient pour 84,1 % d'entre eux des maisons individuelles et pour 15,6 % des appartements.
Sur les 845 résidences principales, 66,3 % sont occupées par des propriétaires,  32,8 % par des locataires et 1,0 % par des personnes logées gratuitement.
Le tableau ci-dessous présente la typologie des logements à Ambleteuse en 2021 en comparaison avec celle du Pas-de-Calais et de la France entière. Une caractéristique marquante du parc de logements est ainsi une proportion de résidences secondaires et logements occasionnels (40,7 %) supérieure à celle du département (6,5 %) et à celle de la France entière (9,7 %) ainsi que d'une proportion de logements vacants (1,6 %) inférieure à celle du département (7,3 %) et de la France entière (8,1 %).
| Typologie                                               | Ambleteuse | Pas-de-Calais | France entière |
| ------------------------------------------------------- | ---------- | ------------- | -------------- |
| Résidences principales (en %)                           | 57,6       | 86,1          | 82,2           |
| Résidences secondaires et logements occasionnels (en %) | 40,7       | 6,5           | 9,7            |
| Logements vacants (en %)                                | 1,6        | 7,3           | 8,1            |

### Planification de l'aménagement
Un schéma de cohérence territoriale (SCOT) paysager a été approuvé en 2010 à l'échelle de l'intercommunalité ; un plan local d'urbanisme (PLU) est en cours[Quand ?] pour le même territoire.

### Voies de communication et transports
L'autoroute A16, qui relie la région parisienne à Dunkerque, passe à proximité de la commune. On peut rejoindre Ambleteuse en prenant la sortie no 33 en venant du sud, ou la sortie no 36 en venant du nord.
Elle est également desservie par une route départementale, la D 940, aussi appelée route du littoral.
La gare ferroviaire la plus proche est celle de Wimille-Wimereux, desservie par des TER Nord-Pas-de-Calais (ligne Boulogne-Calais). Les grandes gares les plus proches (Boulogne-Ville et Calais-Fréthun) sont situées toutes les deux à environ 20 minutes en voiture d'Ambleteuse.

### Risques naturels et technologiques

#### Recul du trait de côte
Avec Tardinghen, Audinghen et Wissant, communes de la communauté de communes de la Terre des Deux Caps, la commune intègre, en 2024, la liste des communes vulnérables au recul du trait de côte. Elle figure dans le projet de décret modifiant le décret n° 2022-750 du 29 avril 2022 établissant la liste des communes dont l’action en matière d’urbanisme et la politique d’aménagement doivent être adaptées aux phénomènes hydrosédimentaires entraînant l’érosion du littoral,.

## Toponymie
Le nom de la localité est attesté sous les formes Ulterior portus (52 av. J.-C.), Amfleat (VIIIe siècle), Ambletouve (1121), Ambletue (1208), Ambletheuva (1209), Ambletove (1214), Ambleteuwe (1247), Ambletowe (1285), Ampleteu (1305), Emmeltau (1316), Ambletau (1327), Ambletoe (1335), Ambleteue (1480), Amblethue (1492), Amblethewe (1501), Amblethuve (vers 1512), Ambletheive (1531), Ambletheue (1551), Ambleteuve et Ambletheuve (1559), Ambletheue (1566), Ambletus, Haven-Eteue et Haven-Etue (XVIe siècle), Ambleteuze (XVIe siècle), Ambletolium (1675), Ambleteul (XVIIe siècle), Ambleteuse (depuis le XVIIIe siècle).
Ce nom de lieu semble germanique et est sans doute à mettre en relation avec l'installation des Saxons dans la région dès la fin de l'Empire romain (cf. côte saxonne) comme l'ont montré les toponymistes (cf. les noms saxons en -thun du Boulonnais) et les archéologues[réf. nécessaire]. La forme ancienne Amfleat laisse penser qu'il s'agit du vieux saxon flēot « ruisseau, estuaire, bras de mer » et « flot » (cf. anglais fleet, cf. nom de lieux normands en -fleur). Le nom a dû s'appliquer à l'origine à l'estuaire de la Slack. On a expliqué la finale -euse par une altération d'après le suffixe -eux, -euse du germanique hof « cour, cour de ferme, ferme » (germanique c'est-à-dire vieux saxon), bien que le vieux saxon hus « maison » semble mieux convenir[Interprétation personnelle ?]. Le premier élément Am- n'a pas reçu d'explication satisfaisante mais il pourrait dériver du francique *haim « domaine, foyer » ou de l'anglo-saxon *hām « domicile, petit village » (cf. hameau).

## Histoire

### Antiquité et Moyen Âge

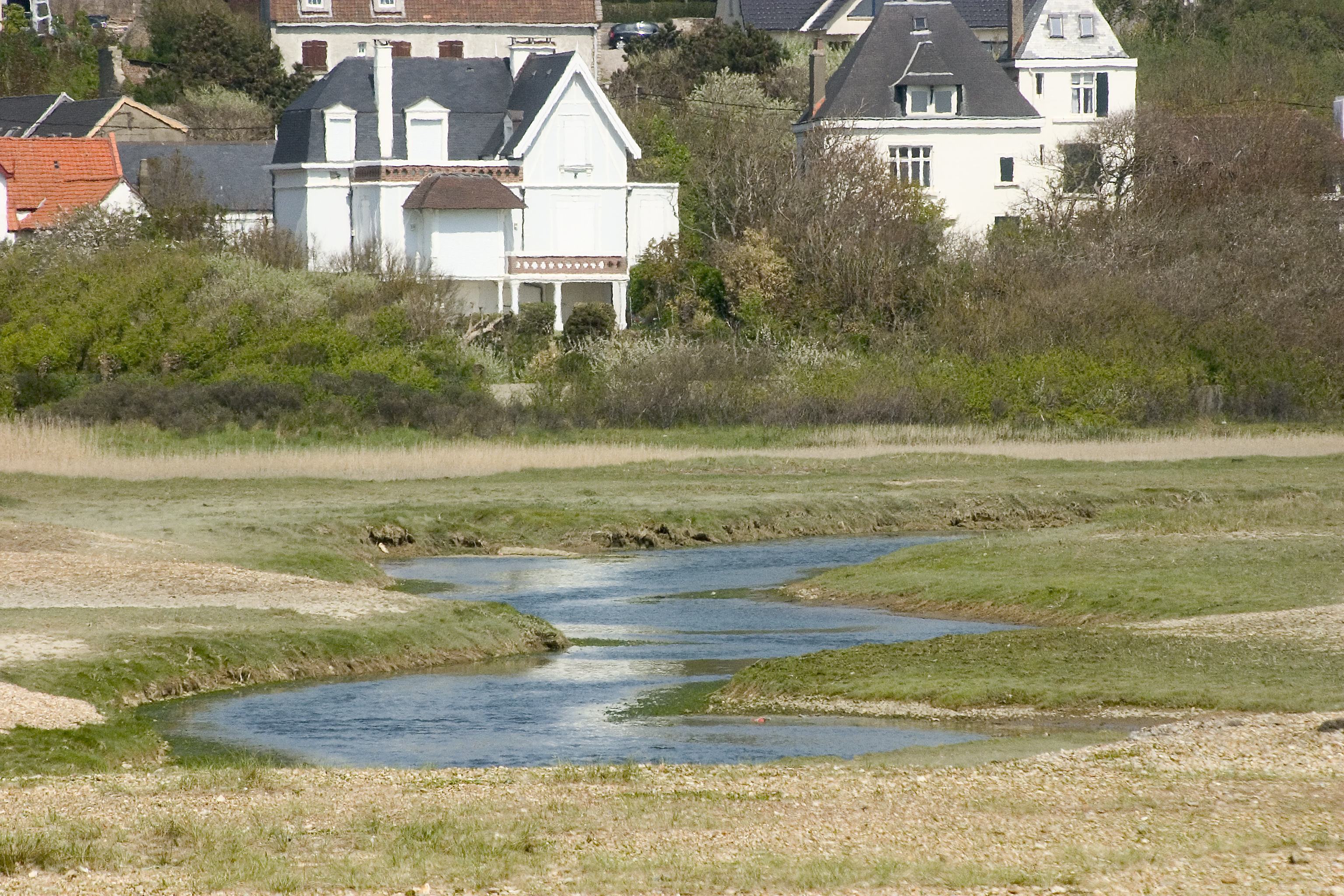
Emplacement de l'ancien port.

L'histoire d'Ambleteuse, à l'origine simple hameau de cabanes au milieu des dunes, d'où l'appellation de  Carcahuttes qui était donnée autrefois à ses habitants par leurs voisins d'Audresselles, est essentiellement en rapport avec l'intérêt temporaire que lui ont porté les conquérants successifs désireux d'envahir tantôt l'Angleterre, tantôt la France.
Ainsi Ambleteuse, alors nommé Ulterior Portus, où il est assez facile d'embarquer et débarquer, est le port au nord de Portus Itius que Jules César utilise pour faire partir une partie de sa flotte d'invasion de la Grande-Bretagne (54 av. J.-C.).
En 1209, le comte de Boulogne Renaud de Dammartin et sa femme Ide de Lorraine, établissent à Ambletene (Ambleteuse) une ville destinée à être régie par les coutumes de Boulogne et accordent aux habitants de cette ville différents privilèges.
Ambleteuse était autrefois l'une des deux vicomtés du comté de Boulogne.
Le roi d'Angleterre Henri VIII y fait construire deux places fortes pour y tenir en respect les rois de France.

### Période moderne et contemporaine

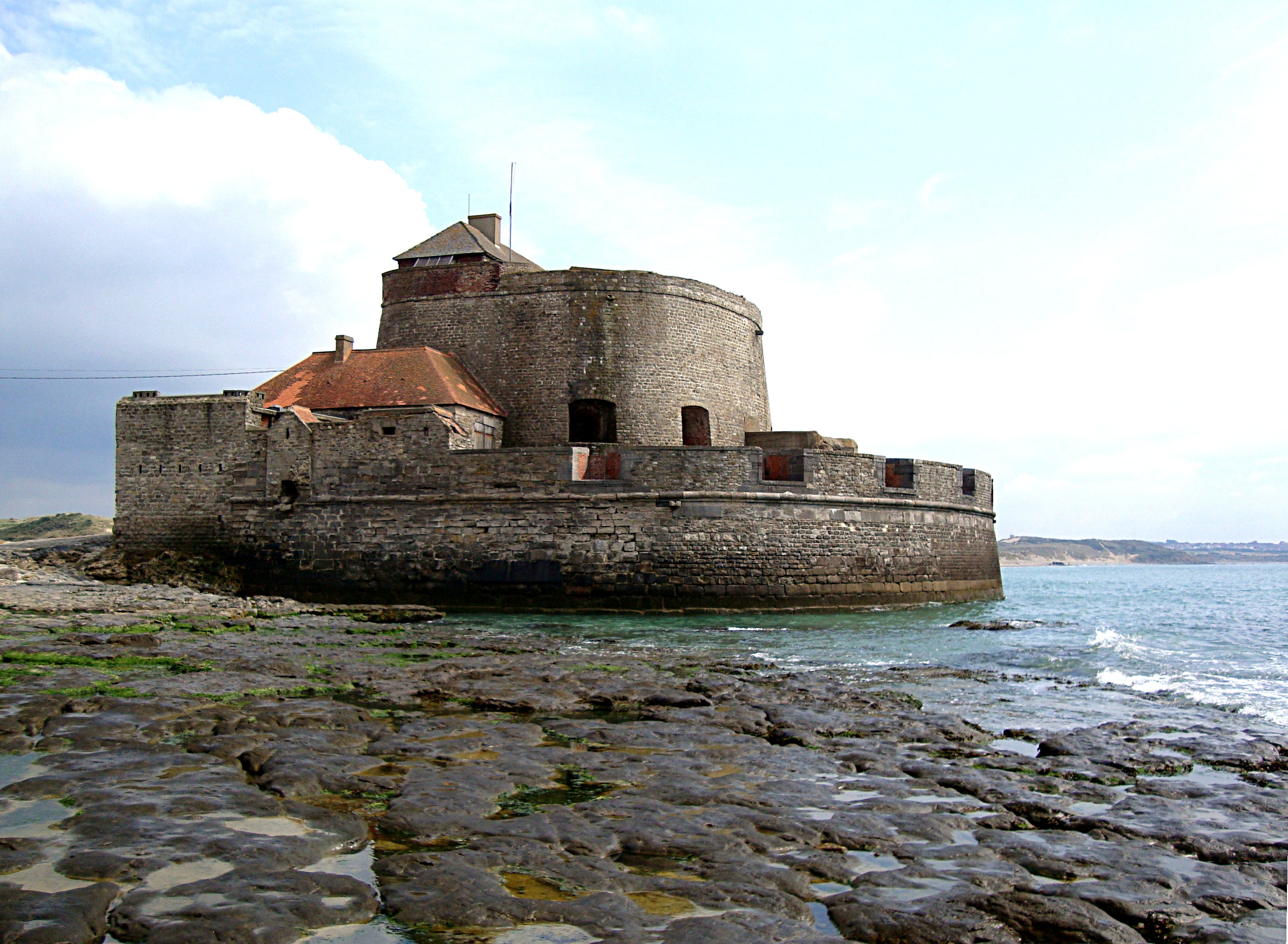
Le fort Mahon.

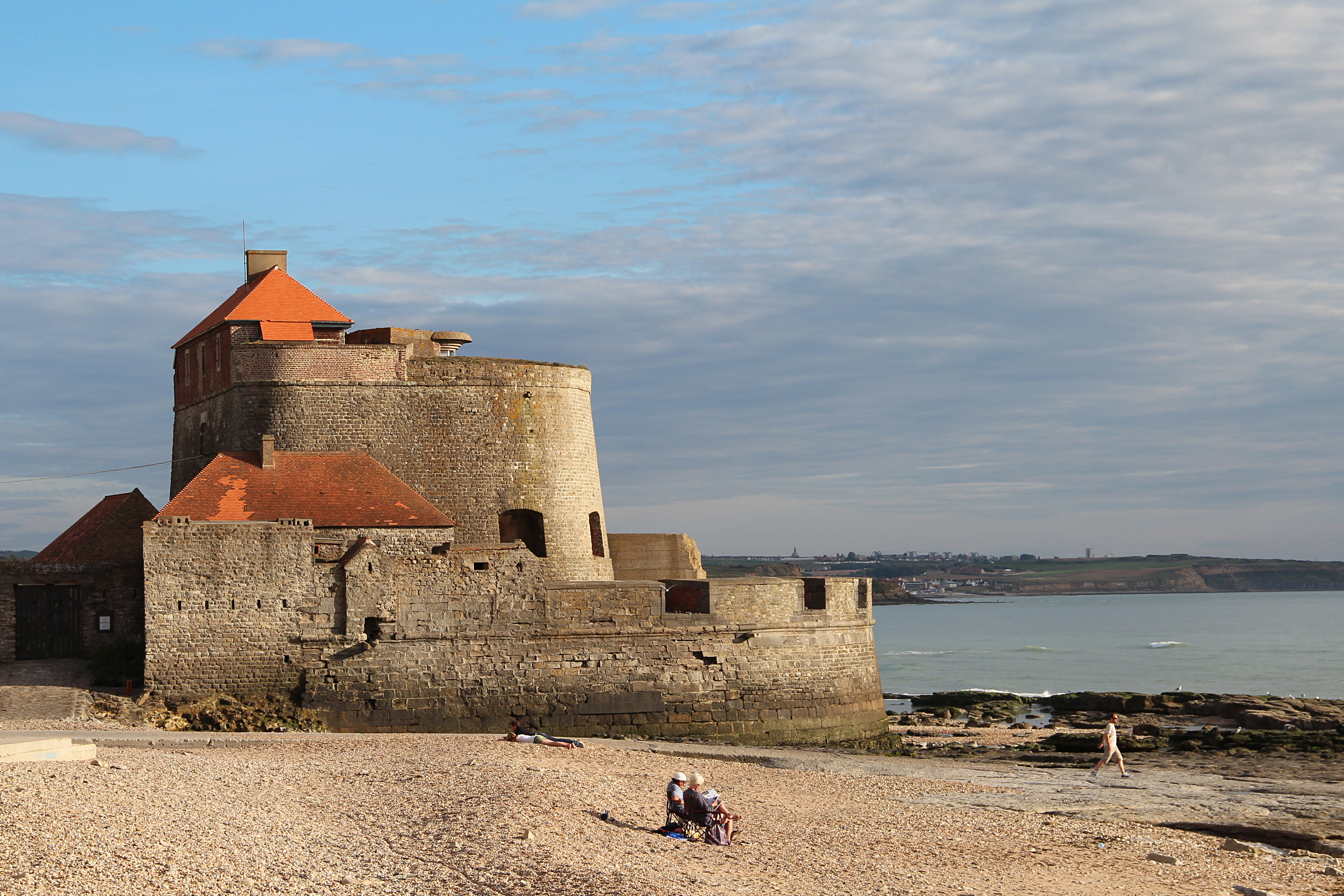
Le fort Mahon.

Les deux places fortes d'Ambleteuse sont conquises en août 1549 par le roi de France Henri II. Dans la principale, les Français trouveront des stocks de charbon de terre et c'est la première fois qu'on en découvrira l'usage sur le continent. Les versions varient selon les historiens sur le sort réservé aux soldats anglais et aux civils habitant la place forte. Toujours est-il que Lord John Grey (en), gouverneur de la place, à la tête de 1 800 hommes, se rend après quelques jours de siège. On le retrouvera plus tard avec d'autres commandements.
Le 4 janvier 1689, à 3 heures du matin, le roi d’Angleterre Jacques II Stuart, fuyant la Seconde Révolution anglaise, débarque à Ambleteuse.
À la fin du XVIIe siècle, Vauban y fait construire le fort Mahon à l'embouchure de la Slack. C'est le seul du littoral qui ait été préservé grâce aux restaurations promues par le docteur Jacques Méreau et le géologue Destombes qui ont créé à cet effet dans les années 1960 l'association des amis du fort d'Ambleteuse.
Le 13 août 1708, en pleine guerre de succession d'Espagne, un débarquement anglais sur la plage d'Ambleteuse est empêché.
Jusqu'à la Révolution française, le communal d'Ambleteuse, où la vaine pâture est autorisée, joue un grand rôle pour les petits paysans et habitants locaux qui peuvent gratuitement ou pour des sommes modiques y faire pâturer leurs bêtes.
En 1894, l'archiviste départemental se plaint de ne plus trouver dans les archives municipales la copie de la charte de Renaud, comte de Boulogne, qui donne en 1209 à la commune d'Ambleteuse la vaine pâture des dunes situées de la Slack à Audresselles. Il en prescrit la recherche et conseille au maire de la déposer une fois retrouvée aux archives départementales. La commune compte à cette époque 680 habitants selon lui.
Napoléon Ier fait modifier l'estuaire de la Slack et construire un port dont les soubassements (entamés le 3 décembre 1803 par la 3e division de l'armée) sont encore visibles aujourd'hui, au moment du camp de Boulogne pour envahir l'Angleterre (1805).
Napoléon fait aussi construire des baraquements pour ses troupes dans le pré communal entre Audresselles et Ambleteuse. Le même site sera de nouveau utilisé en 1854 pour loger des troupes anglaises en partance pour la Crimée, et avant qu'elles ne rejoignent Marseille. Pendant la première guerre mondiale, deux hôpitaux militaires alliés y seront implantés : l'un pour les blessés écossais, l'autre pour les Portugais, dont certains, après avoir été abandonnés par leur gouvernement, resteront sur place  et y feront souche.
À la fin du XIXe siècle, en même temps que Wimereux, Ambleteuse devient un lieu de villégiature pour la bourgeoisie lilloise et parisienne intéressée par les bains de mer et la chasse au gibier d'eau. Le lotissement de villas est construit dans les années 1880, avec tennis, grand hôtel. Des bassins à huîtres sont même construits dans la baie.
Pendant la Seconde Guerre mondiale, les habitants de la ville subirent un épisode du régime de Vichy (tout le Nord de la France était en « zone rouge » c'est-à-dire sous l'autorité de Bruxelles et non de Vichy), il existait un Centre de Rassemblement des Étrangers[Quoi ?]. Entre 1941 et 1943, l'organisation Todt fait installer des casemates d'artillerie sur le fort et dans la baie de la Slack, et des écluses sur cette même rivière pour inonder sa vallée et y éviter l'atterrissage d'avions alliés.
Le 17 juin 1941, un avion anglais est abattu au-dessus d'Ambleteuse. L'enquête réalisée depuis la découverte des vestiges montre que l'appareil effectuait une mission à Béthune.
Aujourd'hui[Quand ?] Ambleteuse est aussi connue comme l'un des principaux centres de l'organisation caritative la « communauté de l'Arche », dont les retombées économiques font vivre une partie importante de la population du bourg.

## Politique et administration

### Découpage territorial

#### Rattachements administratifs et électoraux
.
Sous l'Ancien régime, Ambleteuse faisait partie du bailliage de Beuvrequen. Au XVIIIe siècle, le bailli s'appelait Lelièvre du Broeuille, qui administrait la vallée de la Slack, domaine royal, tandis que le village voisin d'Audresselles était propriété héréditaire d'un Seigneur Accary.

La commune se trouve dans l'arrondissement de Boulogne-sur-Mer du département du Pas-de-Calais. Pour l'élection des députés, elle fait partie depuis 1986 de la sixième circonscription du Pas-de-Calais.
Elle faisait partie depuis 1793 du canton de Marquise. Dans le cadre du redécoupage cantonal de 2014 en France, la commune est désormais intégrée au canton de Desvres.

#### Commune et intercommunalités
Ambleteuse fait partie de la communauté de communes de la Terre des Deux Caps créée fin 2001, et qui succédait à l'ancien district de Marquise créé le 11 décembre 1972.

### Élections municipales et communautaires
Le nombre d'habitants au dernier recensement étant compris entre 1 500 et 2 499, le nombre de membres du conseil municipal est de 19.

### Politique environnementale
Propriété du Conservatoire du littoral depuis 1978, une entreprise de carrières qui exploitait le sable et voulait vendre le terrain de 200 hectares aplani à des bâtisseurs. Il fallut huit ans de combat aux associations de protection de la nature pour mettre le site en sûreté[réf. nécessaire].
Compte tenu des investissements effectués, le prix de l'eau (plus de 6 €/m3) était, en 2010, le plus cher du Nord - Pas-de-Calais.

### Jumelages
La commune est jumelée avec :
| Ville | Ville | Pays | Pays        | Période     |
| ----- | ----- | ---- | ----------- | ----------- |
|       | Elham |      | Royaume-Uni | depuis 2024 |

## Équipements et services publics

### Enseignement
La commune est située dans l'académie de Lille et dépend, pour les vacances scolaires, de la zone B.
Elle administre l'école primaire « Eugène Évrard ». Les collèges les plus proches sont à Wimille et Marquise et les lycées, à Boulogne-sur-Mer.

### Justice, sécurité, secours et défense
Ambleteuse relève en 2008 du tribunal d'instance de Boulogne-sur-Mer, du tribunal de grande instance de Boulogne-sur-Mer, de la cour d'appel de Douai, du tribunal pour enfants de Boulogne-sur-Mer, du conseil de prud'hommes de Boulogne-sur-Mer, du tribunal de commerce de Boulogne-sur-Mer, du tribunal administratif de Lille et de la cour administrative d'appel de Douai.

## Population et société

### Démographie
Les habitants de la commune sont appelés les Ambleteusois.

#### Évolution démographique
L'évolution du nombre d'habitants est connue à travers les recensements de la population effectués dans la commune depuis 1793. Pour les communes de moins de 10 000 habitants, une enquête de recensement portant sur toute la population est réalisée tous les cinq ans, les populations de référence des années intermédiaires étant quant à elles estimées par interpolation ou extrapolation. Pour la commune, le premier recensement exhaustif entrant dans le cadre du nouveau dispositif a été réalisé en 2005.

En 2022, la commune comptait 2 010 habitants, en évolution de +10,93 % par rapport à 2016 (Pas-de-Calais : −0,72 %, France hors Mayotte : +2,11 %).
| 1793 | 1800 | 1806 | 1821 | 1831 | 1836 | 1841 | 1846 | 1851 |
| ---- | ---- | ---- | ---- | ---- | ---- | ---- | ---- | ---- |
| 383  | 361  | 825  | 678  | 595  | 581  | 573  | 615  | 572  |

| 1856 | 1861 | 1866 | 1872 | 1876 | 1881 | 1886 | 1891 | 1896 |
| ---- | ---- | ---- | ---- | ---- | ---- | ---- | ---- | ---- |
| 747  | 726  | 696  | 683  | 663  | 626  | 646  | 680  | 615  |

| 1901 | 1906 | 1911 | 1921 | 1926 | 1931 | 1936 | 1946 | 1954  |
| ---- | ---- | ---- | ---- | ---- | ---- | ---- | ---- | ----- |
| 685  | 784  | 814  | 818  | 823  | 843  | 881  | 927  | 1 023 |

| 1962  | 1968  | 1975  | 1982  | 1990  | 1999  | 2005  | 2006  | 2010  |
| ----- | ----- | ----- | ----- | ----- | ----- | ----- | ----- | ----- |
| 1 194 | 1 226 | 1 441 | 1 805 | 2 007 | 1 976 | 1 828 | 1 829 | 1 912 |

| 2015  | 2020  | 2022  | - | - | - | - | - | - |
| ----- | ----- | ----- | - | - | - | - | - | - |
| 1 807 | 1 998 | 2 010 | - | - | - | - | - | - |

#### Pyramide des âges
En 2018, le taux de personnes d'un âge inférieur à 30 ans s'élève à 31,9 %, soit en dessous de la moyenne départementale (36,7 %). À l'inverse, le taux de personnes d'âge supérieur à 60 ans est de 31,6 % la même année, alors qu'il est de 24,9 % au niveau départemental.
En 2018, la commune comptait 942 hommes pour 953 femmes, soit un taux de 50,29 % de femmes, légèrement inférieur au taux départemental (51,5 %).
Les pyramides des âges de la commune et du département s'établissent comme suit.
| Hommes | Classe d’âge | Femmes |
| ------ | ------------ | ------ |
| 0,7    | 90 ou +      | 0,7    |
| 7,0    | 75-89 ans    | 9,1    |
| 22,6   | 60-74 ans    | 23,0   |
| 19,9   | 45-59 ans    | 21,1   |
| 15,2   | 30-44 ans    | 17,0   |
| 17,1   | 15-29 ans    | 15,5   |
| 17,5   | 0-14 ans     | 13,7   |

| Hommes | Classe d’âge | Femmes |
| ------ | ------------ | ------ |
| 0,5    | 90 ou +      | 1,6    |
| 5,6    | 75-89 ans    | 8,9    |
| 16,7   | 60-74 ans    | 18,1   |
| 20,2   | 45-59 ans    | 19,2   |
| 18,9   | 30-44 ans    | 18,1   |
| 18,2   | 15-29 ans    | 16,2   |
| 19,9   | 0-14 ans     | 17,9   |

### Manifestations culturelles et festivités
Au premier samedi d'août, un feu d’artifice est tiré au fort Vauban.

### Sports et loisirs
La commune d'Ambleteuse est sportivement représentée par le club de football de l' U.S Ambleteuse, club créé en 1942. Ce club évolue actuellement au Stade Raymond-Muselet, et qui dans les prochaines années[évasif] verra potentiellement la création d'un nouveau stade[réf. nécessaire]. En 2020, le club évolue en D3 (anciennement Promotion de 1re Division).
La commune compte également un club de basket, le Ambleteuse B.C, avec des équipes de tout âge. En 2020, l'équipe féminine évolue en D1 (Pré-régionale) et l'équipe masculine en D3 (Honneur départementale).
La piste cyclable « La Vélomaritime », partie côtière française de la « Véloroute de l’Europe - EuroVelo 4 », qui relie Roscoff en France à Kiev en Ukraine sur 5 100 km, traverse la commune, en venant de Wimereux pour desservir Audresselles,.
Le sentier de grande randonnée GR 120 ou GR littoral (partie du sentier européen E9 allant du Portugal à l'Estonie), appelé aussi sentier des douaniers, traverse la commune en longeant la côte.

### Cultes
L'église Saint-Michel, reconstruite au XIXe siècle, est l'ancienne église paroissiale ; le culte catholique est assuré par la paroisse Notre-Dame-des-Flots dont dépendent six autres clochers.

## Économie

### Revenus de la population et fiscalité
En 2021, la commune compte 852 ménages fiscaux, regroupant 1 966 personnes.
Le revenu fiscal médian par ménage de la commune est de 22 390 €, supérieur à celui du département du Pas-de-Calais (20 720 €) et inférieur à celui de la France métropolitaine (23 080 €),,.

### Emploi
|                       | 2010   | 2015   | 2021   |
| --------------------- | ------ | ------ | ------ |
| Commune               | 14,3 % | 16,0 % | 13,0 % |
| Département           | 11,3 % | 13,7 % | 11,2 % |
| France métropolitaine | 11,6 % | 13,7 % | 11,7 % |

En 2021, la population âgée de 15 à 64 ans s'élève à 1 220 personnes, parmi lesquelles on compte 70,3 % d'actifs (61,2 % ayant un emploi et 9,1 % de chômeurs) et 29,7 % d'inactifs,. En 2021, le taux de chômage communal (au sens du recensement) des 15-64 ans est supérieur à celui du département et supérieur à celui de la France métropolitaine.
La commune fait partie de la couronne de l'aire d'attraction de Boulogne-sur-Mer, du fait qu'au moins 15 % des actifs travaillent dans le pôle,. Elle compte 325 emplois en 2021, contre 396 en 2015 et 378 en 2010. Le nombre d'actifs ayant un emploi résidant dans la commune est de 757, soit un indicateur de concentration d'emploi de 43,0 et un taux d'activité parmi les 15 ans ou plus de 51,3 %.
Sur ces 757 actifs de 15 ans ou plus ayant un emploi, 144 travaillent dans la commune, soit 19 % des habitants. Pour se rendre au travail, 84,4 % des habitants utilisent une voiture, un camion ou une fourgonnette, 3,8 % les transports en commun, 6,8 % s'y rendent en deux-roues motorisé, à vélo ou à pied et 5,0 % n'ont pas besoin de transport (travail au domicile).

### Entreprises et commerces

#### Activités hors agriculture
113 établissements marchands non agricoles sont économiquement actifs en 2022 à Ambleteuse,,.
| Secteur d'activité                                                                                        | Commune | Commune | Département |
| Secteur d'activité                                                                                        | Nombre  | %       | %           |
| --- | ------- | ------- | ----------- |
| Ensemble                                                                                                  | 113     | 100 %   | (100 %)     |
| Industrie manufacturière, industries extractives et autres                                                | 7       | 6,2 %   | (5,3 %)     |
| Construction                                                                                              | 9       | 8,0 %   | (11,7 %)    |
| Commerce de gros et de détail, transports, hébergement et restauration                                    | 31      | 27,4 %  | (22,5 %)    |
| Information et communication                                                                              | 2       | 1,8 %   | (3,6 %)     |
| Activités financières et d'assurance                                                                      | 3       | 2,7 %   | (5,3 %)     |
| Activités immobilières                                                                                    | 10      | 8,8 %   | (5,7 %)     |
| Activités spécialisées, scientifiques et techniques et activités de services administratifs et de soutien | 18      | 15,9 %  | (20,2 %)    |
| Administration publique, enseignement, santé humaine et action sociale                                    | 17      | 15,0 %  | (15,8 %)    |
| Autres activités de services                                                                              | 16      | 14,2 %  | (9,9 %)     |

Le secteur du commerce de gros et de détail, transports, hébergement et restauration est prépondérant sur la commune puisqu'il représente 27,4 % du nombre total d'établissements de la commune (31 sur les 113 entreprises implantées  à Ambleteuse), contre 22,5 % au niveau départemental et le secteur des activités spécialisées, scientifiques et techniques et activités de services administratifs et de soutien avec 15,9 % du nombre total d'établissements de la commune est inférieur à celui du département (20,2 %).

#### Agriculture
La commune est dans le « Boulonnais », une petite région agricole dans le département du Pas-de-Calais. En 2020, l'orientation technico-économique de l'agriculture  sur la commune est l'élevage bovin, orientation mixte lait et viande. 
|               | 1988 | 2000 | 2010 | 2020 |
| ------------- | ---- | ---- | ---- | ---- |
| Exploitations | 10   | 6    | 6    | 4    |
| SAU (ha)      | 240  | 200  | 145  | 165  |

Le nombre d'exploitations agricoles en activité et ayant leur siège dans la commune est passé de 10 lors du recensement agricole de 1988  à 6 en 2000 puis à 6 en 2010 et enfin à 4 en 2020, soit une baisse de 60 %. La surface agricole utilisée sur la commune a également diminué, passant de 240 ha en 1988 à 165 ha en 2020. Parallèlement la surface agricole utilisée moyenne par exploitation a augmenté, passant de 24 à 41 ha,.

### Tourisme

#### Hôtellerie, camping et autres hébergements collectifs
Au 1er janvier 2025, la commune dispose d'un hôtel pour une capacité totale de 17 chambres, de deux campings totalisant 533 emplacements et d'un autre type d'hébergement collectif totalisant 364 places de lit.

## Culture locale et patrimoine

### Lieux et monuments

#### Monuments historiques
Deux bâtiments sont classés ou inscrits au titre des monuments historiques :
- le fort Vauban dit fort Mahon classé le 19 octobre 1965[78] ;
- la maison d'habitation actuellement dénommée villa Robinson ou Flé, inscrite le 26 avril 2001[79], dont l'architecte est Louis Bonnier.

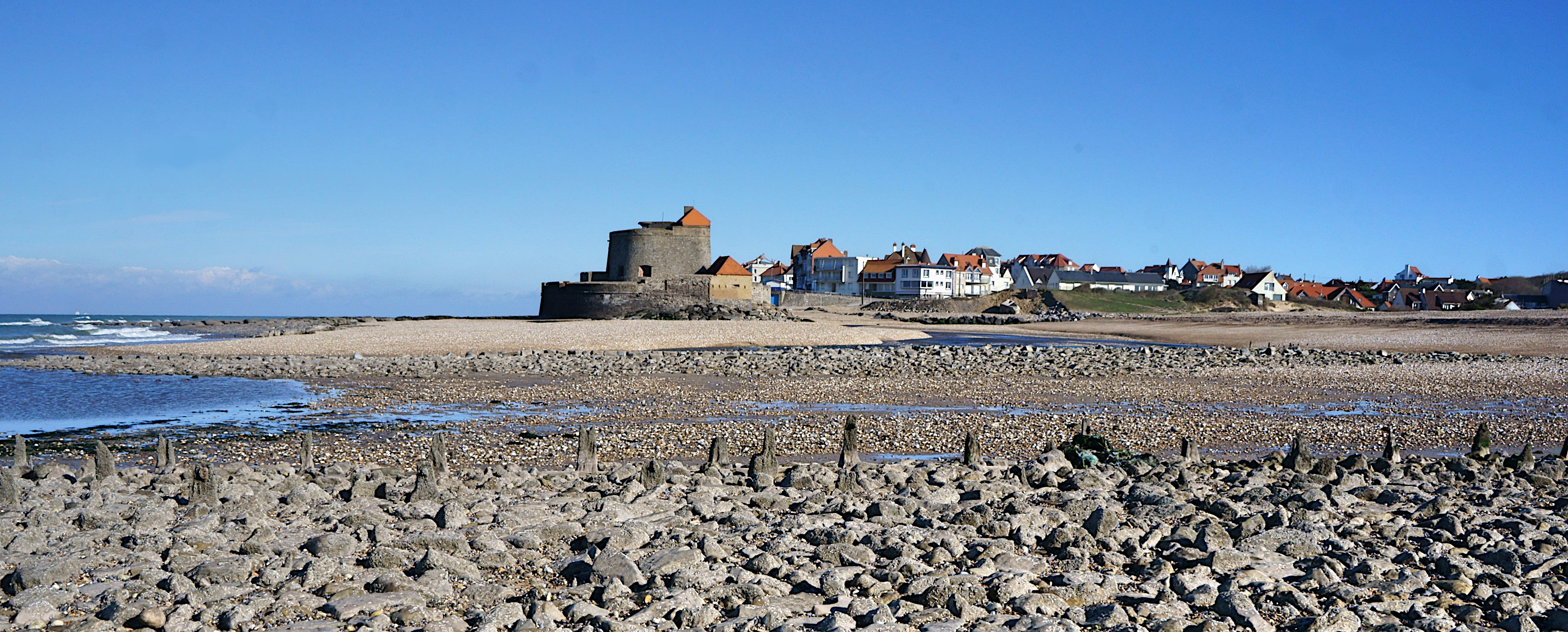
Fort Vauban.
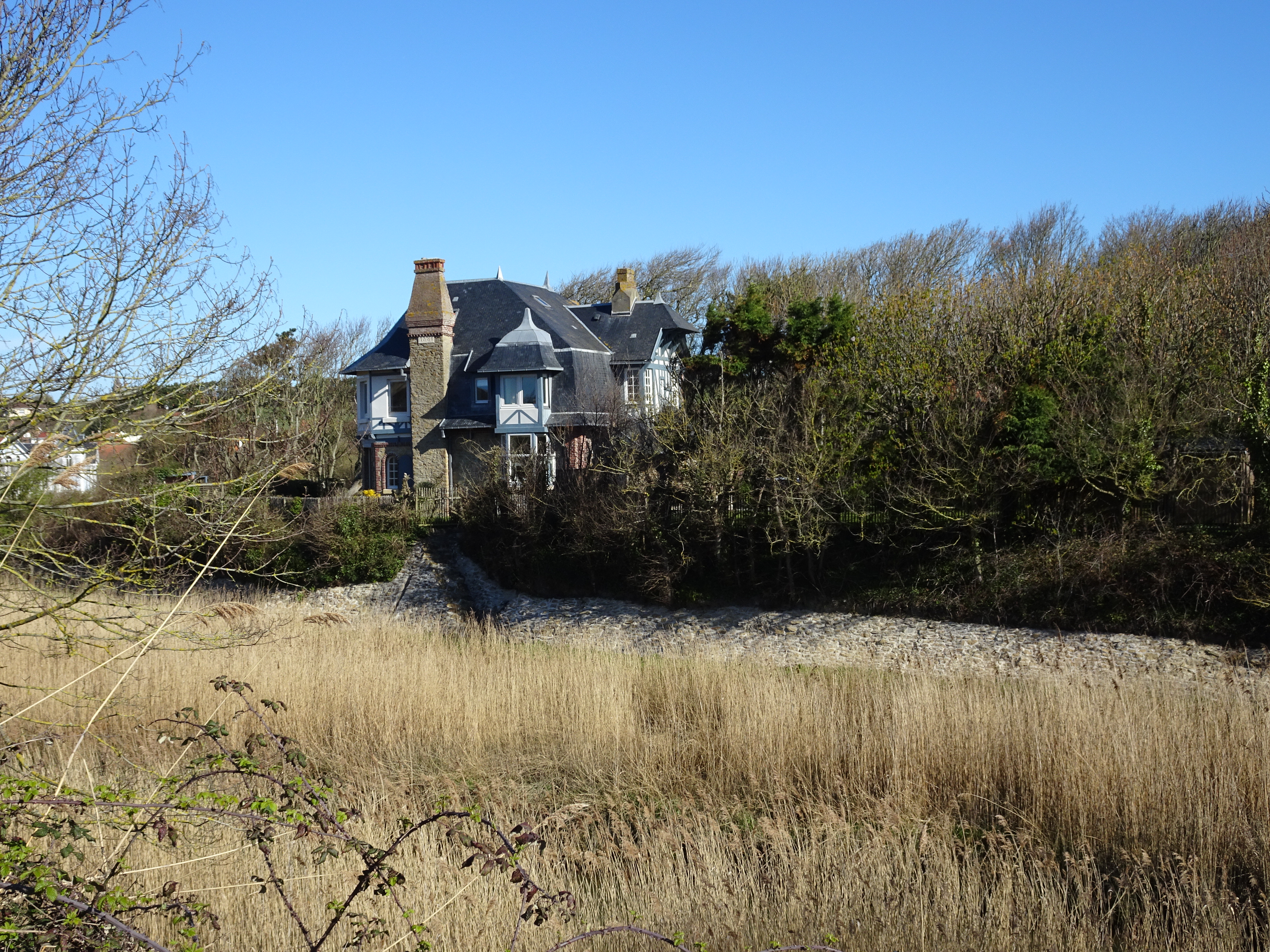
Villa Robinson, aussi appelée villa Flé.

#### Monuments inscrits au  patrimoine culturel
Sept bâtiments sont inventoriés à l'inventaire général du patrimoine culturel depuis le 15 décembre 2000 :
- maison dite villa Marie Stella[80] ;
- maison dite villa Le Bon Gîte[81] ;
- maison dite villa Gay Cottage[82] ;
- maisons jumelles dites villas Les Flots et Rayon Vert[83] ;
- maisons jumelles dites Vvllas Brise de mai et Brise d'avril[84] ;
- garages[85] ;
- maison dite villa Le Figuier[86], dont l'architecte est Louis Bonnier.

#### Autres lieux et monuments
- La baie de la Slack et sa flore aux essences rares ;
- la source miraculeuse de Saint Pierre et la chapelle Saint-Pierre ;
- le musée de la Seconde Guerre mondiale ;
- les restes de la forteresse anglaise ;
- les villas de la Belle Époque ;
- l'église Saint-Michel, reconstruite au XIXe siècle, dépendant de la paroisse Notre-Dame-des-Flots ;
- les jardins de la communauté de l'Arche ;
- la plage et les dunes.
- le monument aux morts : il commémore plusieurs guerres : les deux guerres mondiale de 1914-18 et 1939-45 ainsi que celles d’Indochine (1946-1954) et d’Algérie (1954-1962)[87].

Stèle sans élément religieux, son originalité tient à l'association, sur une face, d'une branche de laurier qui symbolise l'immortalité acquise par la victoire, d'une ancre (des Ambleteusois ont servi dans la marine) et d'un drapeau. Sur la face opposée, un sabre remplace l'ancre. Inauguré en 1920, il est situé rue du maréchal Foch ;
- le monument aux morts commémoratif de la Croix-Rouge portugaise, en hommage aux soldats portugais morts durant la Première Guerre mondiale à Ambleteuse. Il est situé près du terrain de football[89].

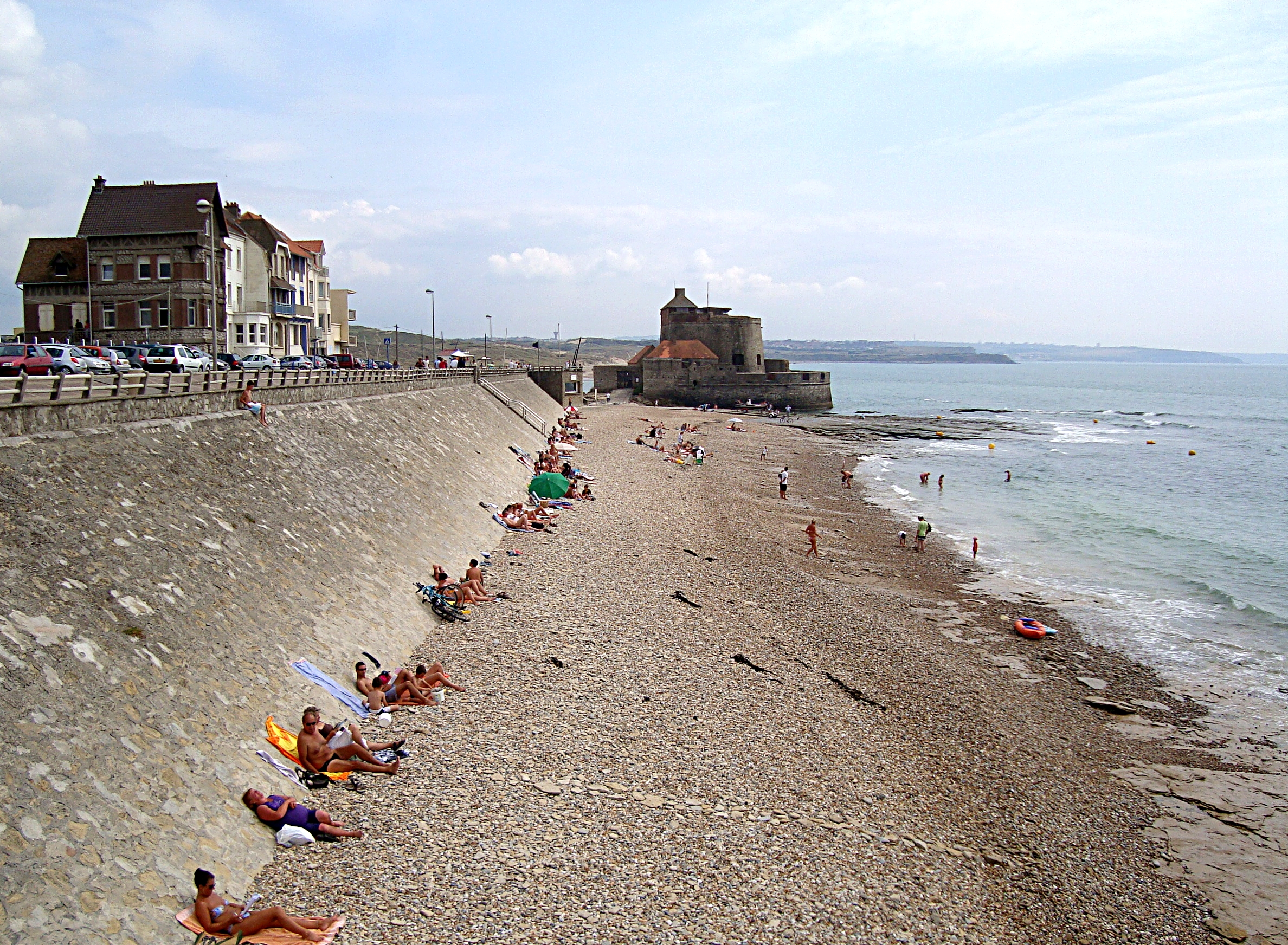
Le front de mer.
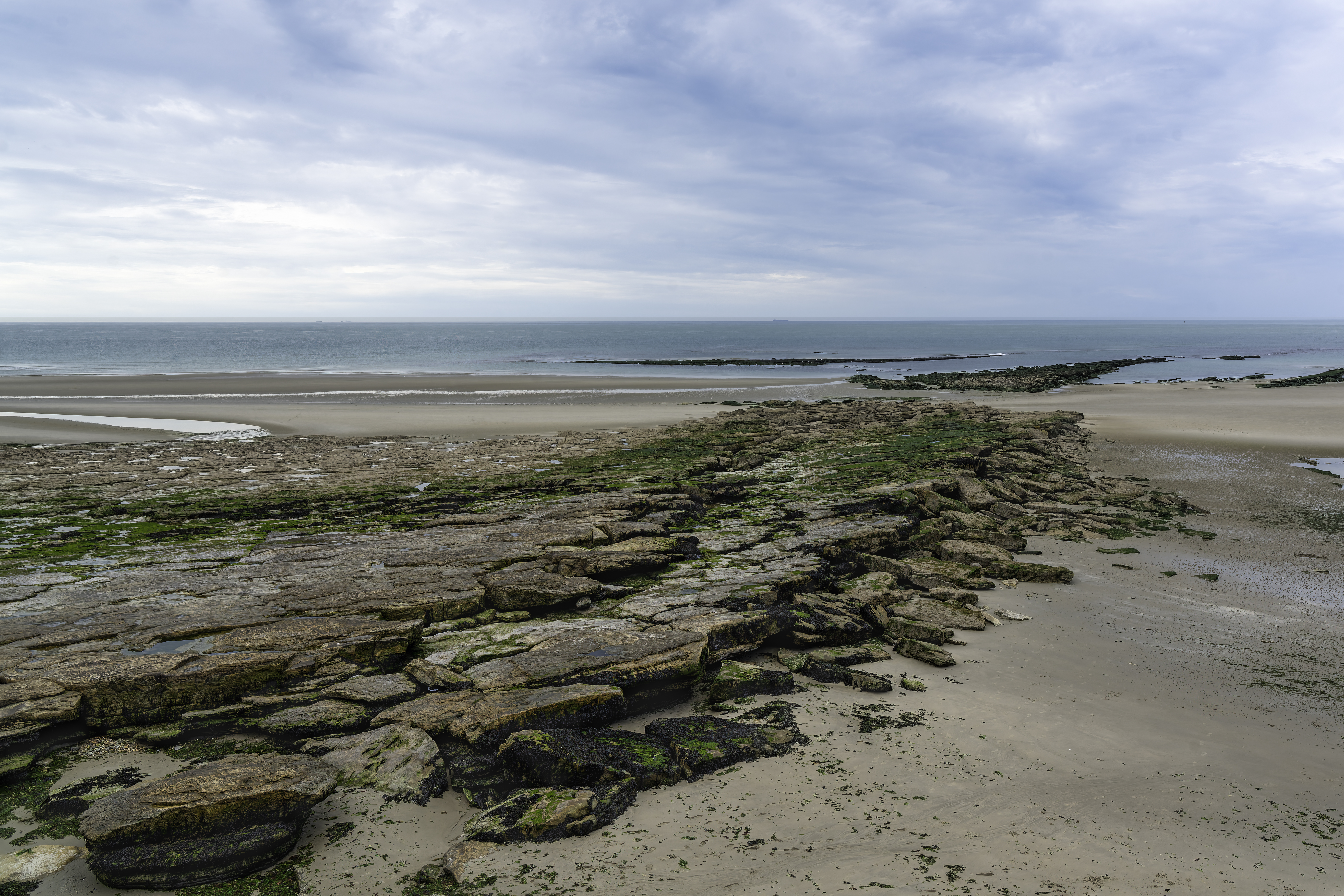
La plage à marée basse.
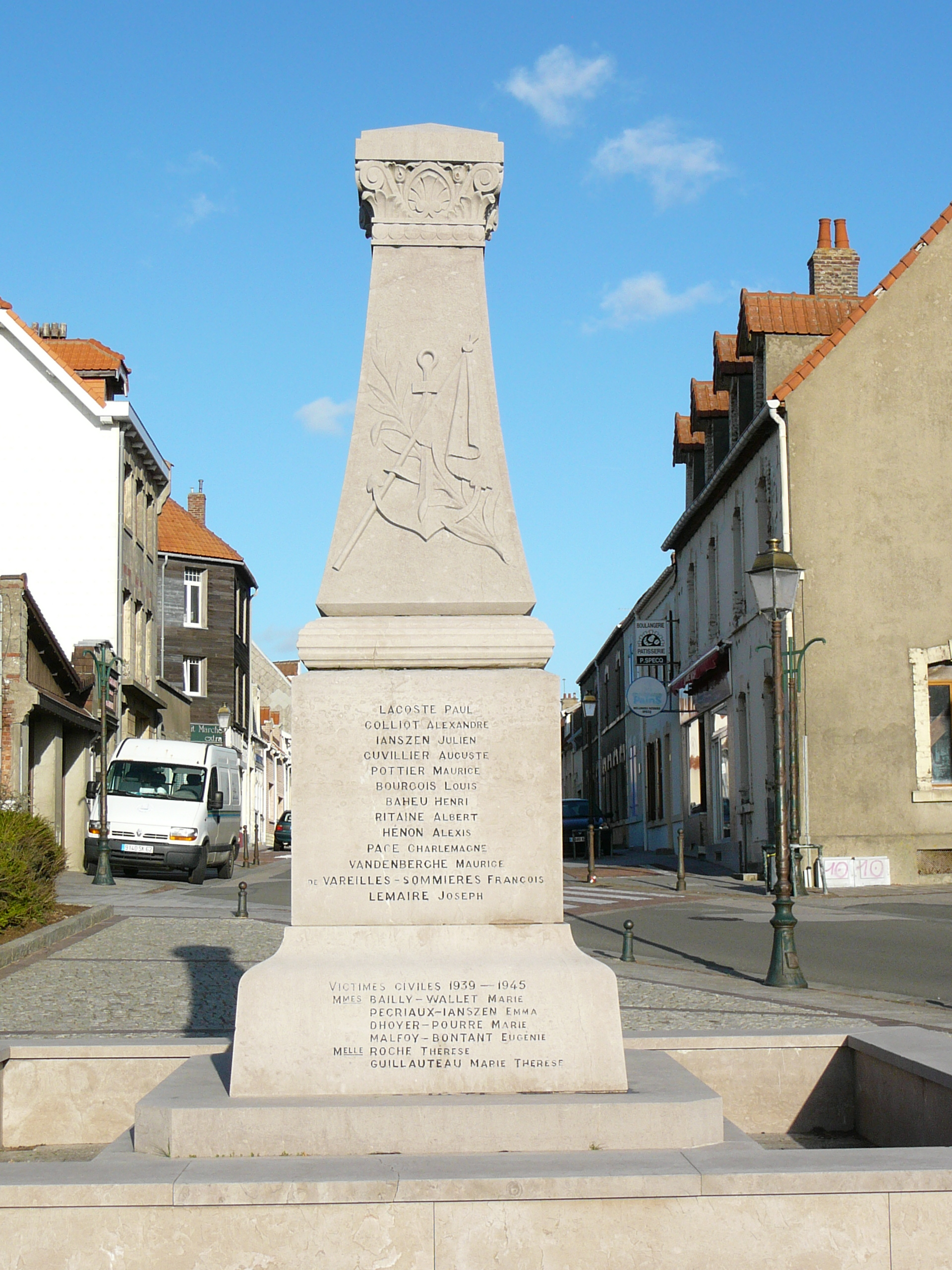
Monument aux morts d'Ambleteuse.

- « La voyette à roulettes », promenade piétonnière reliant Audresselles à Ambleteuse au milieu des bois, construite et entretenue par le conseil départemental, à l'initiative des maires d'Ambleteuse et d'Audresselles, en 2010.

### Au cinéma et à la télévision
- 2016 : Ma Loute , film de Bruno Dumont qui se déroule dans la baie de la Slack[90].
- 2022 : Et j'aime à la fureur, film d'André Bonzel, sorti en 2022, il est fait référence à plusieurs reprises à Ambleteuse, où le narrateur a passé ses vacances d'été étant adolescent.
- 2025 : Désenchantées, mini-série réalisée par David Hourrègue, adaptée du roman de Marie Vareille, scènes tournées au palais de justice, diffusion prévue en 2026[91].

### Personnalités liées à la commune
- Jules César fit construire dans l'estuaire de la Slack le premier port pour l'expédition en Grande-Bretagne.
- Saint Pierre de Cantorbéry (VIIe siècle), abbé bénédictin, mort à Ambleteuse.
- Henri II (1519-1559), libérateur d'Ambleteuse.
- Jacques II (1633-1701), débuta son exil en France en accostant à Ambleteuse en 1689.
- Napoléon Bonaparte (1769-1821), fit construire dans l'estuaire de la Slack le second port en vue de l'expédition en Grande-Bretagne.
- Paul Perrochaud (1816-1879), médecin français, né à Ambleteuse[92].
- Louis Bonnier (1846-1946), architecte, y réalisa quatre villas.
- Théo Van Rysselberghe (1862-1926), peintre, y a fait plusieurs séjours entre 1899 et 1905. Il y a peint quelques paysages maritimes dans le style pointilliste[93].
- André Caille (1881-1940), général de brigade français mort pour la France le 25 mai 1940 sur le territoire de la commune.
- Octave Parent (1882-1942), entomologiste, spécialiste des diptères, directeur de la station biologique d'Ambleteuse, mort dans la commune.
- Jean Cuvillier (1899-1969), micropaléontologue, né dans la commune.
- Maurice Boitel (1919-2007), peintre.

### Héraldique
| Blason de Ambleteuse | Blason  | De gueules à la croix ancrée d'or. |
| Blason de Ambleteuse | Détails | La croix ancrée est celle de la famille de Camoisson (ou Camousson, Comonson), qui donna d'anciens seigneurs du lieu. Utilisé par la commune. |
| Blason de Ambleteuse | Alias   | D'argent chapé de gueules au fort Vauban tracé en ombre de sable ; au chef d'argent chargé de trois bars de sable (ou tracés en ombre de sable), ployés en fasces, mal ordonnés, celui du chef contourné et les deux autres adossés. Blason adopté en 1978, aujourd'hui abandonné. |

## Pour approfondir